# NBCSN
NBCSN是美國的一個有線電視和衛星電視頻道，由NBC環球旗下的NBC體育集團所有。NBCSN開播於1995年7月1日，最初的名稱是戶外生活網（Outdoor Life Network，OLN），主要播出有關釣魚、狩獵等戶外活動的節目，並且曾是環法自行車賽的轉播商。2012年，OLN改名為NBC體育網（NBC Sports Network）。2015年2月，NBCSN的收視戶人數約為81,578,000，佔美國收費電視家庭總數的70.1%。
2021年1月27日，有媒体报道NBCSN将于2021年底停止运营。NBC将把包括国家冰球联盟在内的体育媒体转播权转让给NBC旗下媒体USA Network以及流媒体网站Peacock。
2021年12月31日，NBCSN最後直播節目是《2021美國沙包錦標賽 美國隊 對 世界隊》，而直播後最後一個播出電視節目《Mecum Auctions》。在該節目播完後，NBCSN於2022年1月1日0：01分開始循环播放以“WE'VE MOVED TO ANOTHER VENUE”該字句下方顯示“THE PERAMIER LEAGUE ARE NOW ON USA”（英超聯賽現在在USA播出）及後改為“YOUR FAVORITE SPORTS ARE NOW ON USA AND CNBC”（你喜歡的體育運動現在在USA和CNBC播出）及NBCSN所有體育節目轉移自USA NETWORK播出两条宣传片播放至1月10日后终止广播。

## 外部連結
- 官方网站
- NBCSN的X（前Twitter）